# ستيفنز براون
ستيفنز براون (15 أبريل 1875 - 21 أكتوبر 1957) (بالإنجليزية: Stevens Brown)‏ هو لاعب كريكت بريطاني (وحمل سابقاً جنسية المملكة المتحدة لبريطانيا العظمى وأيرلندا).

## وصلات خارجية
- ستيفنز براون على موقع إي آس بي آن كريك إنفو (الإنجليزية)